# Raquel Palacios
Raquel Palacios (Madrid, 15 de mayo de 1971) es una deportista española que compitió en taekwondo. Ganó una medalla de bronce en el Campeonato Mundial de Taekwondo de 1989, y una medalla de plata en el Campeonato Europeo de Taekwondo de 1990.

## Palmarés internacional
| Campeonato Mundial | Campeonato Mundial   | Campeonato Mundial | Campeonato Mundial |
| Año                | Lugar                | Medalla            | Categoría          |
| ------------------ | -------------------- | ------------------ | ------------------ |
| 1989               | Seúl (Corea del Sur) | Medalla de bronce  | –55 kg             |
| Campeonato Europeo |                      |                    |                    |
| Año                | Lugar                | Medalla            | Categoría          |
| 1990               | Århus (Dinamarca)    | Medalla de plata   | –51 kg             |